# Парамонов (Морозовский район)
Парамо́нов — хутор в Морозовском районе Ростовской области.
Административный центр Парамоновского сельского поселения.

## География
Хутор находится на берегу реки Кумшак (приток Дона), на расстоянии 42 км (по дорогам) к югу от города Морозовск, административного центра района

## История
В 2009 году, в связи с закрытием школы на хуторе, парамоновские ученики стали учиться в МОУ Знаменская СОШ в посёлке Знаменка.

## Население
| 2010 |
| ---- |
| 813  |

## Улицы
- ул. Заречная,
- ул. Молодёжная,
- ул. Ромашковая,
- ул. Центральная,
- ул. Школьная.